# What Will People Say?
What Will People Say? er en amerikansk stumfilm fra 1916 af Alice Guy.

## Medvirkende
- Olga Petrova som Persis Cabot.
- Fritz De Lint som Harvey Forbes.
- Fraunie Fraunholz som Willie Enslee.
- Jean Thomas som Zoe Potter.
- Charles Dungan som Tate.